# Sanumá
Le sanumá (autonyme : sanöma) est la langue yanomami de l'ethnie sanumá (en) et est parlé au Venezuela et au Brésil.

## Nom
Selon le contexte et les locuteurs, cette langue peut également être appelée caura, chirichano, guaika, samatali, samatari, sanema, sanɨma, sanima, sanma, sanïma, tsanɨma, tsanuma, xamatari au Venezuela et sanema, sanïma, sanöma, sánïma, tsanuma au Brésil.

## Utilisation
Le sanumá est parlé par environ 3 500 personnes, dont :
- 3 040 au Venezuela en 2012, principalement dans les États d'Amazonas et de Bolívar, le long des rivières Caura, Erebato et Ventuari et du haut rio Auaris jusqu'au haut rio Padamo (en). Certains utilisent également le maquiritari et en 2007 le nombre de monolingues était encore relativement élevé. La langue est reconnue par l'article 4 de la loi vénézuélienne sur les langues indigènes de 2008 ;
- 460 au Brésil en 2006, principalement dans l'État de Roraima, le long du rio Auaris. Certains utilisent également le maquiritari et ses locuteurs ont tendance à passer au portugais.

## Caractéristiques
Le sanumá fait partie de la famille des langues yanomami,.

### Dialectes
Il existe différents dialectes :
- au Venezuela : yanoma (kohoroxitari), cobari (cobariwa, kobali) ;
- au Brésil : caura, ervato-ventuari, auaris, yanoma (samatali, samatari).

### Écriture
Le sanumá s'écrit avec une version modifiée de l'alphabet latin comportant 11 consonnes et 13 voyelles, dont 6 voyelles nasales.